# Tingis
Tingis (también llamada Tinjis o Tinga) es un personaje de la mitología griega (Τίγγη) y la mitología bereber. Es además el antiguo nombre con el que se conocía Tánger. 

## Descripción
Tingis era la esposa del gigante Anteo, hijo de Poseidón y Gea. Según menciona Plutarco en sus Vidas paralelas Heracles se unió a Tingis después de haber matado a Anteo (quien obligaba a los viajeros a luchar con él) y de esta unión nació Sófax (Σόφαξ).
Según el mito bereber, su hijo Sófax fue quien construyó la ciudad Tánger (conocida como Tingis en las fuentes antiguas) en memoria de su madre.